# Antolik Károly
Antolik Károly (Karl Antolik) (Kolbach, 1843. január 28. – Pozsony, 1905. június 20.) középiskolai tanár, fizikus, szakíró.

## Életpályája
A gimnáziumot Lőcsén, Eperjesen és Nagyváradon végezte el. 1867-ben a budapesti egyetemen szerzett tanári oklevelet. 1868-tól a kaposvári, 1869–1874 között a kassai főreáliskola oktatója volt. 1874–1875 között a berlini és heidelbergi egyetemen Hermann Ludwig von Helmholtz, Robert Wilhelm Bunsen és Georg Hermann Quincke tanítványa volt. 1875–1892 között Aradon tanított. 1882-től a Középiskolai Szemle szerkesztője volt. 1892-ben az aradi Kölcsey Egyesület örökös tiszteletbeli alelnökévé választotta. 1893–1905 között a pozsonyi főreáliskola igazgatójaként dolgozott.
Elektromosságtannal foglalkozott. Elektromos poralakjai tették nevét ismertté. Cikkei német nyelven Poggendorf Annaleseiben jelentek meg.

## Művei
- Kisérleti természettan a középiskolák III. és IV. oszt. számára és magánhasználatra 672 ábrával (Arad, 1880)
- Természettan és vegytan alapelemei felsőbb leányiskolák számára 305 ábrával (Arad, 1880) (4. kiadás. Arad, 1884)
- A természettan és természettani földrajz elemei a gymn. III. oszt. számára 214 ábrával (Arad, 1881) (2. kiad. 1882. 3. kiadása 1884)
- A hullák elégetésének szükségességéről (Magyar Orvos és Természetvizsgáló Vándorgyűlés Munkálatai, 1893)
- A hanglejtők rendszere (Pozsony, 1894)
- A hangáttétellel előidézett hangidomokról kifeszített rezgőhártyákon és üveglemezeken (Értekezések a Természettudományok Köréből, 1894)
- A Nap, bolygórendszerünk főcsillagának működéséről (Magyar Orvos és Természetvizsgáló Vándorgyűlés Munkálatai, 1897)
- Magyar ifjúsági játékok (Pozsony, 1903)
- A rezgő hártyák hangidomai (Magyar Orvos és Természetvizsgáló Vándorgyűlés Munkálatai, 1903)